# Jacques Borlée
Jacques Borlée (Kisangani, República Democrática del Congo, 27 de septiembre de 1957) es un atleta belga retirado especializado en la prueba de 200 m, en la que consiguió ser subcampeón europeo en pista cubierta en 1983.

## Carrera deportiva
En el Campeonato Europeo de Atletismo en Pista Cubierta de 1983 ganó la medalla de plata en los 200 metros, con un tiempo de 21.13 segundos, tras el soviético Aleksandr Yevgenyev (oro con 20.97 segundos que fue récord de los campeonatos) y por delante del húngaro István Nagy (bronce con 21.18 segundos).